# Bartłomiej Kasprzak
Bartłomiej Kasprzak, né le 12 janvier 1993 à Nowy Targ, est un footballeur polonais. Il évolue au poste de milieu relayeur avec le club du Sandecja Nowy Sącz.

## Biographie
Avec le club du Widzew Łódź, il joue 30 matchs en Ekstraklasa, marquant un but.

## Palmarès
- Champion de Pologne de D2 en 2017 avec le Sandecja Nowy Sacz